# هدویگ زیلزیا
هدویگ زیلزیا (لهستانی: Święta Jadwiga Śląska؛ زاده ۱۱۷۴ درگذشته 15 october ۱۲۴۳ (۶۸−۶۹ سال)) یک قدیس مسیحی اهل آلمان بود.